# Karl Enslin
Karl Wilhelm Ferdinand Enslin (* 21. September 1819 in Frankfurt am Main; † 14. Oktober 1875 ebenda) war ein deutscher Schullehrer und Dichter.

## Leben und Werk
Enslin wurde am Lehrerseminar in Esslingen ausgebildet. 1843 kehrte er in seine Heimatstadt zurück und wurde Lehrer an der Weißfrauen- und an der Musterschule, ab 1860 an der Katharinenschule. Er verfasste viele Gedichte und Geschichten für Kinder und gab ein Frankfurter Sagenbuch heraus.
Viele seiner Gedichte wurden von Philipp Friedrich Silcher, Carl Reinecke, Carl Loewe, Gustav Rochlich und Benedikt Widmann vertont.

## Werke
Seine bekanntesten Werke sind Kindergedichte und Weihnachtslieder:
- Guter Mond, du gehst so stille (alternativer Text)
- Kling, Glöckchen, klingelingeling
- Das Sandkorn
- Kein Weg
- Der Schwimmer

Schriften
- Gedichte für die Jugend. Barrentrapp, Frankfurt 1846 (Digitalisat).
- Unterhaltungen zwischen Eltern und Kindern in Räthselgesprächem. 2 Bände. Brönner, Frankfurt 1850.
- Lebensfrühling: Gedichte für die Jugend. Brandstetter, Leipzig 1851 (Digitalisat der 3. Auflage 1859, Digitale Bibliothek der UB Braunschweig).
- Neckrätselbuch. 1854, 2. A. 1856 (Digitalisat).
- Lieder eines Kindes. Gedichte für die Jugend. Merseburger, Leipzig 1855.
- Lichtbilder aus dem Kindesleben. Chelius, Stuttgart 1855
- Enslin, Karl (Hg.). Frankfurter Sagenbuch. Sagen und sagenhafte Geschichten aus Frankfurt am Main. Frankfurt a. M., H. L. Brönner, 1856 (archive.org). Neue Ausgabe. Frankfurt a. M., H. L. Brönner, 1861 (archive.org).
- Fromm und frei. Gedichte. Brockhaus, Leipzig 1856.
- Moosblüthen. Poetische Erzählungen, Parabeln und Fabeln für die Jugend. Auffarth, Frankfurt 1857.
- Lustige Geschichten für Kinder von 7 bis 10 Jahren. Belehrend u. erheiternd. Stuttgart, 1866, 2. A. 1871
- Großes Räthselbuch. Für die reifere Jugend. Emil Berndt-Verlag, Leipzig ca. 1870 (Digitalisat).

Vertonungen
- Widmann, Benedikt (1820-1910): Lebensfrühling. Kinderlieder von Karl Enslin für Schule und Haus, ein- und zweistimmig mit leichter Klavierbegleitung, Leipzig, C. Merseburger (o.V.Nr.), (1854)
- Widmann, Benedict: Liederquelle. 100 Gedichte für die Jugend von Karl Enslin. Mit 1-, 2- und 3-stimmigen Original-Kompositionen und Volksweisen herausgegeben von Benedict Widmann. In vier Heften. Erfurt, G. W. Körner’s Verlagsbuchhandlung; Erfurt & Lpz., um 1857